# .so
.so ist die länderspezifische Top-Level-Domain (ccTLD) von Somalia. Sie wurde am 28. August 1997 eingeführt und wird vom Ministerium für Telekommunikation und Post in Mogadischu verwaltet.

## Eigenschaften
Die Registrierung einer .so-Domain ist jedermann ohne besondere Einschränkungen möglich, sie darf zwischen drei und 63 Zeichen lang sein. Die Verwendung von Sonderzeichen nach dem Punycode-Verfahren ist nicht möglich.

## Geschichte
Die Top-Level-Domain .so wurde zunächst von einem Unternehmen aus Pennsylvania verwaltet, da aufgrund des laufenden Somalischen Bürgerkriegs eine Verwaltung innerhalb des Landes unmöglich war. Nachdem dieses Unternehmen insolvent gegangen war, war die .so-Domain praktisch ungenutzt. Auf der Seite der Registrierungsbehörde befand sich ein Hinweis, dass die Domain aufgrund des laufenden Bürgerkriegs nicht in Benutzung ist und dass keine Registrierungen akzeptiert werden. Im Jahr 2009 wurde die Verwaltung der Domain schließlich an die somalische Übergangsregierung übergeben, seit dem 1. April 2011 sind die Registrierungen für die Öffentlichkeit bei der .SO Registry möglich.
Kritisiert wird seit Jahren, dass die Vergabestelle im Vergleich zu anderen Organisationen keine klaren Richtlinien für die Schlichtung beim Streit um eine bestimmte Domain erlassen hat. Bei der Zuteilung von .so-Adressen gilt also ausnahmslos die Regel First-Come First-Served, selbst für Inhaber einer eingetragenen Marke.